# Brian Kernighan
Brian W. Kernighan wym. Ker'-ni-hen; „g” jest nieme (ur. w 1942 w Toronto) – kanadyjski informatyk, który pracował w Bell Labs oraz brał udział w projektowaniu języków AWK i AMPL.
Studiował fizykę inżynieryjną na Uniwersytecie Toronto, którą ukończył w 1964. Następnie podjął studia doktorskie na Uniwersytecie Princeton. W 1966 odbył letni staż w MIT, gdzie  pracując z Fernando Corbató zetknął się z Compatible Time-Sharing System (CTSS) oraz Multicsem. Rok później odbywał letni staż w Bell Labs pracując z Dougiem McIlroyem oraz Dickiem Hammingiem, którego krytyczny stosunek do jakości nauczania programowania skłonił go do napisania pierwszej książki The Elements of Programming Style.
Stał się szeroko znany dzięki napisaniu z Dennisem Ritchie pierwszej książki o języku C – Język ANSI C. Kernighan twierdzi, że nie brał udziału w projektowaniu języka C: „To w całości praca Ritchie’ego”. Napisał wiele programów komputerowych, m.in. ditroff.
Zaprzyjaźniony z Alem Aho.

## Książki
- The Elements of Programming Style (1974, wraz z P. J. Plaugerem(inne języki))
- Software Tools (1976, razem z Plaugerem)
- The C Programming Language ("K&R") (1978, wraz z Dennisem Ritchie)
- The Unix Programming Environment (1984, wraz z Robem Pike`em)
- The AWK Programming Language (1988, wraz z Peterem J. Weinbergerem)
- The Practice of Programming (1999, wraz z Rob Pike`em) — Polskie wydanie Lekcja programowania. Najlepsze praktyki, Helion 2011
- The Go Programming Language (2015, wraz z Alanem Donovanem)
- UNIX A History and a Memoir (2019) — Polskie wydanie Jak Unix tworzył historię, Helion 2021[6]